# هاوتفيل-غوتسهاوس
هاوتفيل-غوتسهاوس (بالألمانية: Hauptwil-Gottshaus) هي إحدى بلديات مقاطعة فاينفيلدن في كانتون تورغاو في سويسرا. تبلغ مساحتها 12.49 كيلومتر مربع، ويقدر عدد سكانها بـ 1915 نسمة (حسب تعداد ديسمبر 2015).

## أعلام
- فريتز هونيغر